# ستانتون لويس
ستانتون لويس (بالإنجليزية: Stanton Lewis)‏ (9 مارس 1974 - ) هو لاعب كرة قدم بريطاني في مركز الدفاع. شارك مع منتخب برمودا لكرة القدم. أما مع النوادي، فقد لعب مع PHC Zebras ‏ وBoulevard Blazers F.C. ‏.

## وصلات خارجية
- ستانتون لويس على موقع الاتحاد الدولي (مؤرشف)  (الإنجليزية)
- ستانتون لويس على موقع قاعدة بيانات كرة القدم.إي يو (الإنجليزية)
- ستانتون لويس على موقع ناشيونال فوتبول تيمز (الإنجليزية)
- ستانتون لويس على موقع Soccerway.com (الإنجليزية)